# Carl Gustaf Happe
Carl Gustaf Happe, född 16 september 1803, död 9 februari 1871 i Stockholm, var en svensk skådespelare.  
Han var son till direktören vid engelska trädgårdsanläggningen vid Drottningholms slott Adolf Ludvig Happe och Emerentia Elisabeth Bæwie. 
Happe var engagerad hos Carl Wildner på Djurgårdsteatern 1823–1834, Fredrik Julius Widerbergs, Christoffer Svanbergs, Pierre Delands och Fredrik Delands resande sällskap, och slutligen hos Anders Selinder, vars kompanjon han också var 1856–1857. Han var verksam vid Dramaten endast vid en obetydlig biroll 1869. 
Carl Gustaf Happe beskrivs som: 
"under sin mer än fyrtioåriga teaterbana en både i Stockholm och landsorten mycket känd skådespelare, isynnerhet bemärkt som en ovanligt vacker och elegant förste älskare. Som sådan verkade han så länge, att han till och med hade spelat älskare mot mormor, mor och dotter, hvardera i tur och ordning, fru Christine Svanberg, fru Charlotte Deland och mamsell Betty Deland (s. m. fru Almlöf). Genom sitt vackra utseende var han, trots ett för scenen ej fullt lämpligt talorgan, under många år dampublikens förklarade gunstling."